# Mychajło Demkiw
Mychajło Demkiw – ukraiński działacz społeczny, poseł do Sejmu Krajowego Galicji III kadencji, włościanin z Ochrymowiec.
Wybrany w IV kurii obwodu Stanisławów, z okręgu wyborczego nr 32 Tyśmienica -Tłumacz. Jego wybór unieważniono 16 września 1871, a na jego miejsce 9 października 1871 wybrano ks. Osypa Zawadowśkiego.